# Jo Gartner
Pour les articles homonymes, voir Gartner (homonymie).
Josef Gartner dit Jo Gartner, né le 24 janvier 1954 à Vienne (Autriche) et mort le 1er juin 1986, est un pilote automobile autrichien ayant évolué en Formule 1 et en endurance.

## Biographie
Après une carrière réussie en Formule Super Vee puis en Formule 3 et en Formule 2 en 1980, avec une première victoire en 1983 au Grand Prix de Pau, Jo Gartner passe à la Formule 1 où il participe à huit Grands Prix pour l'écurie Osella, débutant le 6 mai 1984 au Grand Prix de Saint-Marin. Il ne marque aucun point en championnat, en dépit de sa cinquième place au Grand Prix d'Italie, parce qu'Osella n'a officiellement inscrit en championnat qu'une seule voiture pour la saison, Gartner conduisant la deuxième voiture.
Il finit quatrième aux 24 Heures du Mans 1984 au volant d'une Porsche 962C avec ses coéquipiers David Hobbs et Guy Edwards, terminant sur trois roues. Il remporte, à la surprise générale, les 12 Heures de Sebring 1986, avec ses coéquipiers Bob Akin et Hans-Joachim Stuck.
Il dispute les 24 Heures du Mans 1986 pour le Kremer Racing avec ses coéquipiers Sarel van der Merwe et Kunimitsu Takahashi. Dans la nuit de samedi à dimanche, vers 2 h 40 du matin, alors que tout se passe à peu près comme prévu, juste après le Tertre Rouge, l'arrière de la Porsche 962C conduite par Jo Gartner s'affaisse, vraisemblablement en raison d'une rupture de suspension. La 962 fait une embardée, quitte brutalement la piste dans la ligne droite des Hunaudières à plus de 260 km/h puis percute violemment les barrières, fait un salto, pivote sur le toit, heurte un poteau téléphonique et s'écrase contre des arbres, avant de glisser des centaines de mètres pour s'immobiliser contre les barrières de l'autre côté de la piste ; s'ensuit son embrasement. Jo Gartner est tué sur le coup, des suites d'une fracture du cou. L'accident a détruit cent mètres de glissière de sécurité et des débris sont éparpillés sur deux cents mètres. Deux commissaires de piste ont vu le pilote autrichien freiner dans la ligne droite avant que la voiture ne vire dans les barrières. C'est le dernier accident mortel pendant la course aux 24 Heures du Mans jusqu'à ce qu'Allan Simonsen se tue lors des 24 Heures du Mans 2013, presque au même endroit.

## Résultats en championnat du monde de Formule 1
| Saison | Écurie               | Châssis   | Moteur              | Pneus   | GP disputés | Points inscrits | Classement |
| ------ | -------------------- | --------- | ------------------- | ------- | ----------- | --------------- | ---------- |
| 1984   | Osella Squadra Corse | FA1E FA1F | Alfa Romeo V8 turbo | Pirelli | 8           | 0               | n.c.       |

Bien qu'ayant finit cinquième du Grand Prix d'Italie, Gartner ne marqua pas de points car il conduisait la seconde Osella alors que son écurie n'avait inscrit qu'une seule voiture au championnat.

## Résultats détaillés de la saison 1984
| Saison | 1   | 2   | 3   | 4        | 5   | 6   | 7   | 8   | 9   | 10       | 11       | 12       | 13     | 14    | 15     | 16     |
| ------ | --- | --- | --- | -------- | --- | --- | --- | --- | --- | -------- | -------- | -------- | ------ | ----- | ------ | ------ |
| 1984   | BRA | RSA | BEL | SMR Abd. | FRA | MON | CAN | DET | DAL | GBR Abd. | GER Abd. | AUT Abd. | NED 12 | ITA 5 | EUR 12 | POR 16 |

## Résultats aux 24 heures du Mans
| Année | Châssis       | Écurie                  | Coéquipiers                             | Résultat |
| ----- | ------------- | ----------------------- | --------------------------------------- | -------- |
| 1985  | Porsche 956 B | John Fitzpatrick Racing | David Hobbs/Guy Edwards                 | 4e       |
| 1986  | Porsche 962 C | Porsche Kremer Racing   | Kunimitsu Takahashi/Sarel van der Merwe | Abandon  |

## Sources
- (en) Cet article est partiellement ou en totalité issu de l’article de Wikipédia en anglais intitulé « Jo Gartner » (voir la liste des auteurs).

1. ↑  « Jo Gartner », grandprix.com, 23 juin 2013
2. 1 2  « Rainer Nyberg, Mattijs Diepraam, Eric Verkaaik: He only saw Formula 1 from behind », 8W, 23 juin 2013
3. ↑  « Danish driver Allan Simonsen, 34, killed at Le Mans », sur The Guardian, 22 juin 2013 (consulté le 23 juin 2013)